# Sikeå
Sikeå is een plaats in de gemeente Robertsfors in het landschap Västerbotten en de provincie Västerbottens län in Zweden. De plaats heeft 94 inwoners (2005) en een oppervlakte van 38 hectare. Bij de plaats kruisen de Europese weg 4 en nog een andere weg. De plaats Robertsfors ligt vier kilometer ten westen van Sikeå.